# سونی اریکسون دبلیو۶۰۰
سونی اریکسون دبلیو۶۰۰ (به انگلیسی: Sony Ericsson W600)، یک‌نمونه از گوشی‌های تلفن همراه سری دبلیو (به انگلیسی: W) شرکت سونی اریکسون می‌باشد که در سال ۲۰۰۵ توسط همین شرکت به بازار عرضه شده‌است.